# 懷特里弗城 (科羅拉多州)
懷特里弗城（英語：White River City）是位於美國科羅拉多州里奧布蘭科縣的一個非建制地區。該地的面積和人口皆未知。

## 地理
懷特里弗城的座標為40°05′27″N 108°13′27″W / 40.09083°N 108.22417°W，而該地的平均海拔高度為1750米（即5741英尺）。